# برنتوود، اسکس
longitudeبرنتوود، اسکسlatitudeبرنتوود، اسکس
برنتوود، اسکس (به انگلیسی: Brentwood, Essex) یک شهرک در بریتانیا است که در Borough of Brentwood واقع شده‌است.

## خصوصیات
برنتوود ۴۹٬۴۶۳ نفر جمعیت دارد.